# Martinskirche (Köllerbach)

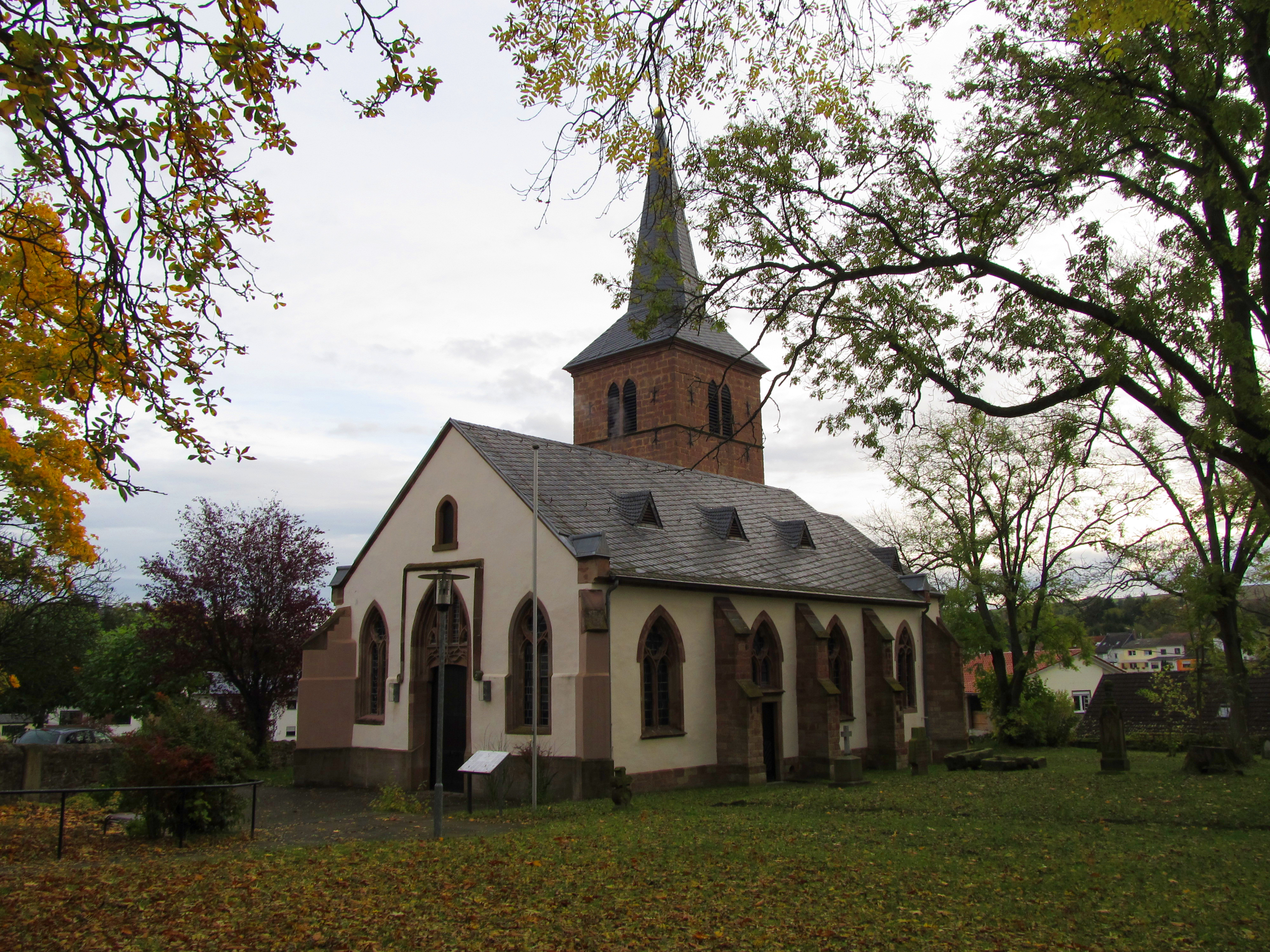
Die Martinskirche in Köllerbach

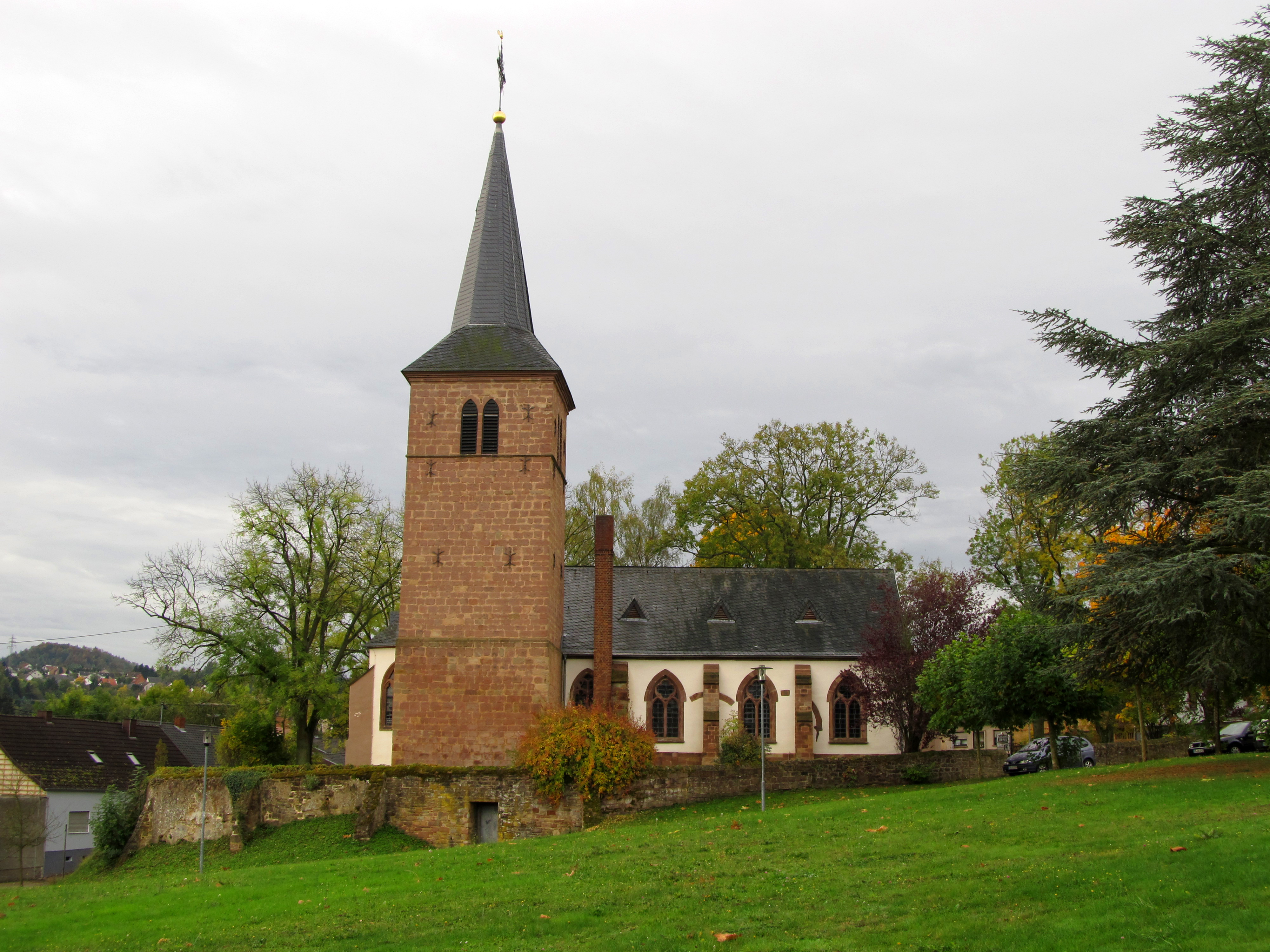
Weitere Ansicht der Kirche

Die Martinskirche ist die Pfarrkirche der Evangelischen Kirchengemeinde Kölln im saarländischen Köllerbach im Kirchenkreis Saar-West der Evangelischen Kirche im Rheinland. Sie zählt zu den ältesten Sakralbauten im Saarland und ist eine der wenigen erhaltenen spätgotischen Dorfkirchen der Region. In der Denkmalliste des Saarlandes ist die Kirche als Einzeldenkmal aufgeführt.

## Geschichte
Die Martinskirche wurde 1223 erstmals urkundlich erwähnt, als Graf Simon III. von Saarbrücken die Kollatur der Kirche der Abtei Wadgassen schenkte. Die Wurzeln der Kirche reichen aber bis ins 8. Jahrhundert zurück.
Bereits in vorromanischer Zeit existierte ein kleines Oratorium mit den Maßen 8,60 m auf 6,20 m mit einem nach Osten ausgerichteten Chorraum unbestimmter Größe. Anstelle des Oratoriums wurde ein romanischer Neubau mit einer Vorhalle auf der Nordseite errichtet, der in der Urkunde von 1223 Erwähnung fand. Die Vorhalle existierte bis ins 18. Jahrhundert und wird auf die Zeit zwischen 1180 und 1200 datiert. Aufgrund vorhandener Architekturelemente kann ein dritter, frühgotischer Neu- oder Umbau aus dem 13. oder 14. Jahrhundert angenommen werden. Der Turm der Kirche, der aus großen Quadern gemauert wurde, konnte bislang nicht eindeutig datiert werden. Der heutige polygonale Chor stammt aus dem 14. Jahrhundert, wurde im 15. Jahrhundert neu gemauert und dabei ausgemalt. Die Einwölbung des Kirchenschiffes wird mit einer Inschrift am Portal in Verbindung gebracht, die die Jahreszahl 1548 enthält.
Die Baulast der Kirche war auf drei Körperschaften aufgeteilt. Die Gemeinde vor Ort war für den Unterhalt des Turmes zuständig, die Abtei Wadgassen für den des Chorraumes und das Stift St. Arnual im Auftrag der Landesherrschaft für den Unterhalt des Kirchenschiffes.
Die Kirche wurde evangelisch, als 1575 in der Grafschaft Nassau-Saarbrücken durch Graf Philipp III. die Reformation eingeführt wurde. Zur Zeit der französischen Reunionspolitik in der zweiten Hälfte des 17. Jahrhunderts gehörte die Grafschaft Nassau-Saarbrücken als Teil der Saarprovinz zu Frankreich. Durch eine Anordnung des französischen Präfekten Anton de la Goupillière wurde die Kirche 1686 auch den Katholiken wieder für Gottesdienste zugänglich gemacht und war somit zu einer Simultankirche geworden. Das Simultaneum dauerte bis zum Bau der katholischen Herz-Jesu-Kirche, die 1899 eingeweiht wurde.
Restaurierungen oder Umbaumaßnahmen an oder in der Kirche erfolgten 1772, 1786, 1829, 1840 und 1876. 1929 und 1954 wurden Fränkische Särge gefunden. Als Bergschäden 1956 eine erneute Restaurierung erforderlich machten, wurden spätmittelalterliche Decken- und Wandmalereien entdeckt. Im gleichen Jahr wurde das Hauptportal nach historischen Fotos originalgetreu rekonstruiert. Zuletzt wurde die Kirche 2008/09 einer Restaurierung unterzogen.

## Architektur und Ausstattung

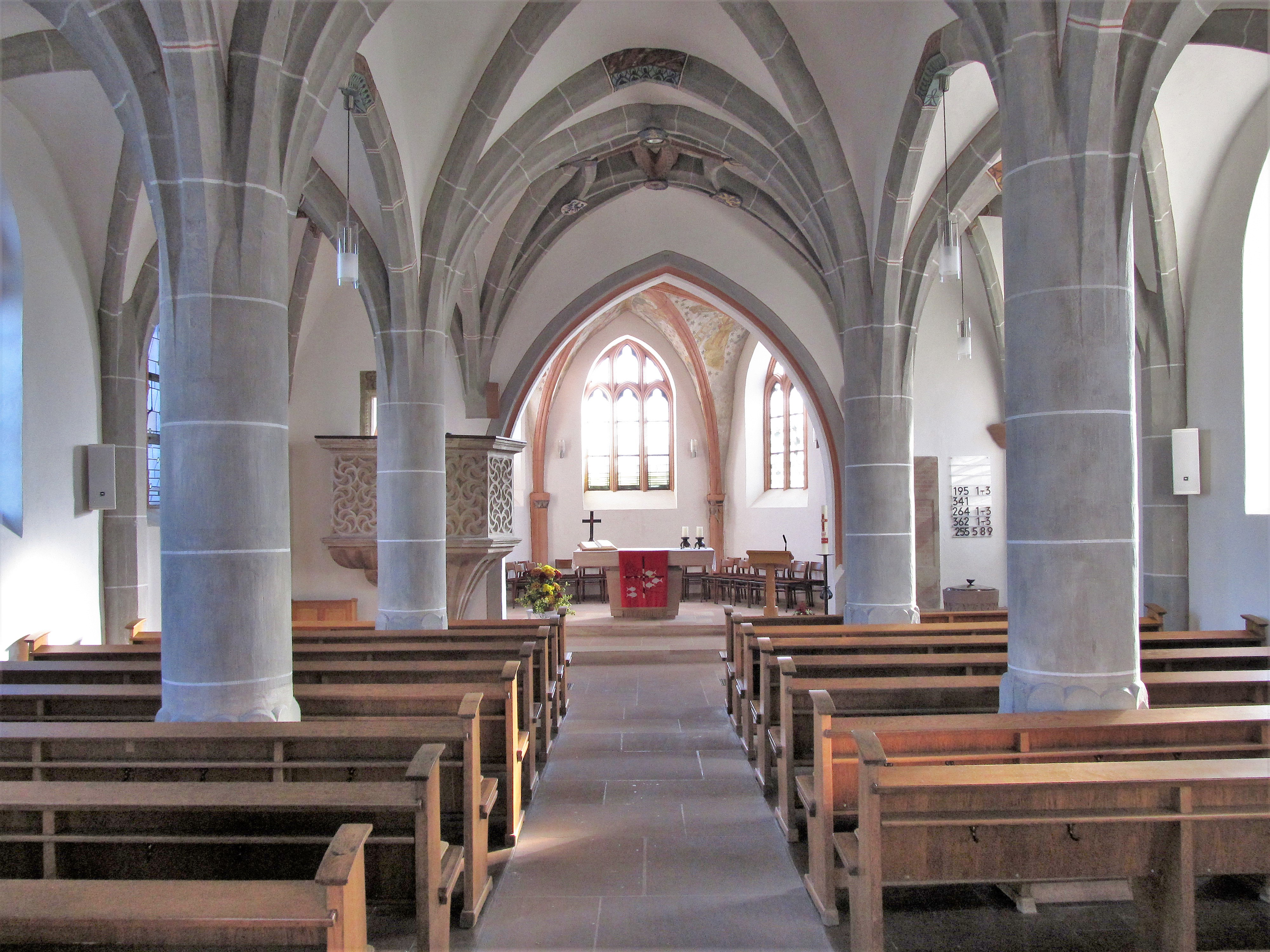
Blick ins Innere der Kirche

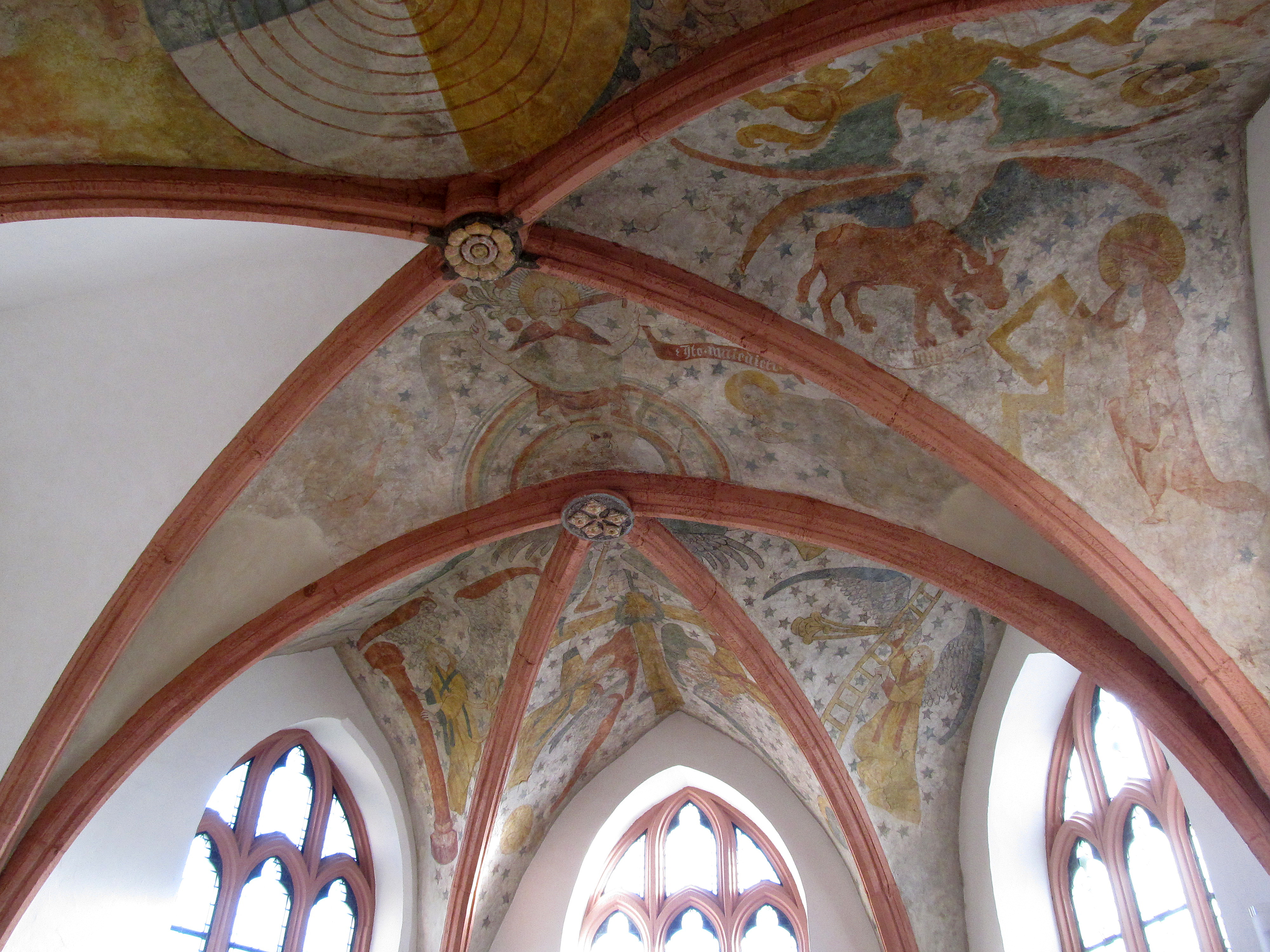
Fresken im Chorraum

Das heutige Kirchengebäude ist eine Pseudobasilika, die sich in vier Joche untergliedert. An das Langhaus schließt sich ein nach Osten ausgerichteter Chorraum an.
Die 1956 bei Restaurierungsarbeiten im Chorraum entdeckten spätmittelalterliche Decken- und Wandmalereien zeigen über dem Chorbogen Szenen aus dem Leben des heiligen Martin von Tours, des Kirchenpatrons, sowie die symbolische Darstellung des Schenkungsaktes Simons von Saarbrücken im Jahr 1223. Das Chorgewölbe zeigt das Jüngste Gericht, die Leidenswerkzeuge Christi, zwei Evangelistensymbole und die Kirchenväter Hieronymus und Augustinus. Die Darstellung des Jüngsten Gerichts im Chor gilt als die umfangreichste figürliche Gewölbemalerei der Spätgotik im Saarland.
Weiterer erwähnenswerter Teil der Ausstattung im Chorraum ist das gotische Sakramentshaus mit Okulus und geschmiedetem Gitter aus dem 15. Jahrhundert. Erhöht wird das Sakramentshaus von einem gotischen Giebelfeld mit einer Kreuzigungsdarstellung.
Die mit Fischblasenwerk geschmückte Kanzel wurde im Jahr 1600 von Graf Philipp III. von Nassau-Saarbrücken gestiftet.
Der Altar ist eine Arbeit des Bildhauers Klaus Rothe aus den Jahren 1958–59. Pater Bonifatius Köck, OSB (Tholey) entwarf 1967 die Fenster, die von der Firma Derix (Rottweil) ausgeführt wurden. Der Abendmahlskelch der Kirche ist ein Werk des 17. Jahrhunderts von Meister Georg Pfeilsticker (Saarbrücken) und wurde 1958 neu vergoldet. Architekt Ziebold (Dilsburg) entwarf 1952 den neobarocken Wetterhahn und die dazugehörige Kugel, ausgeführt von der Firma Martiny (Püttlingen).

## Orgel

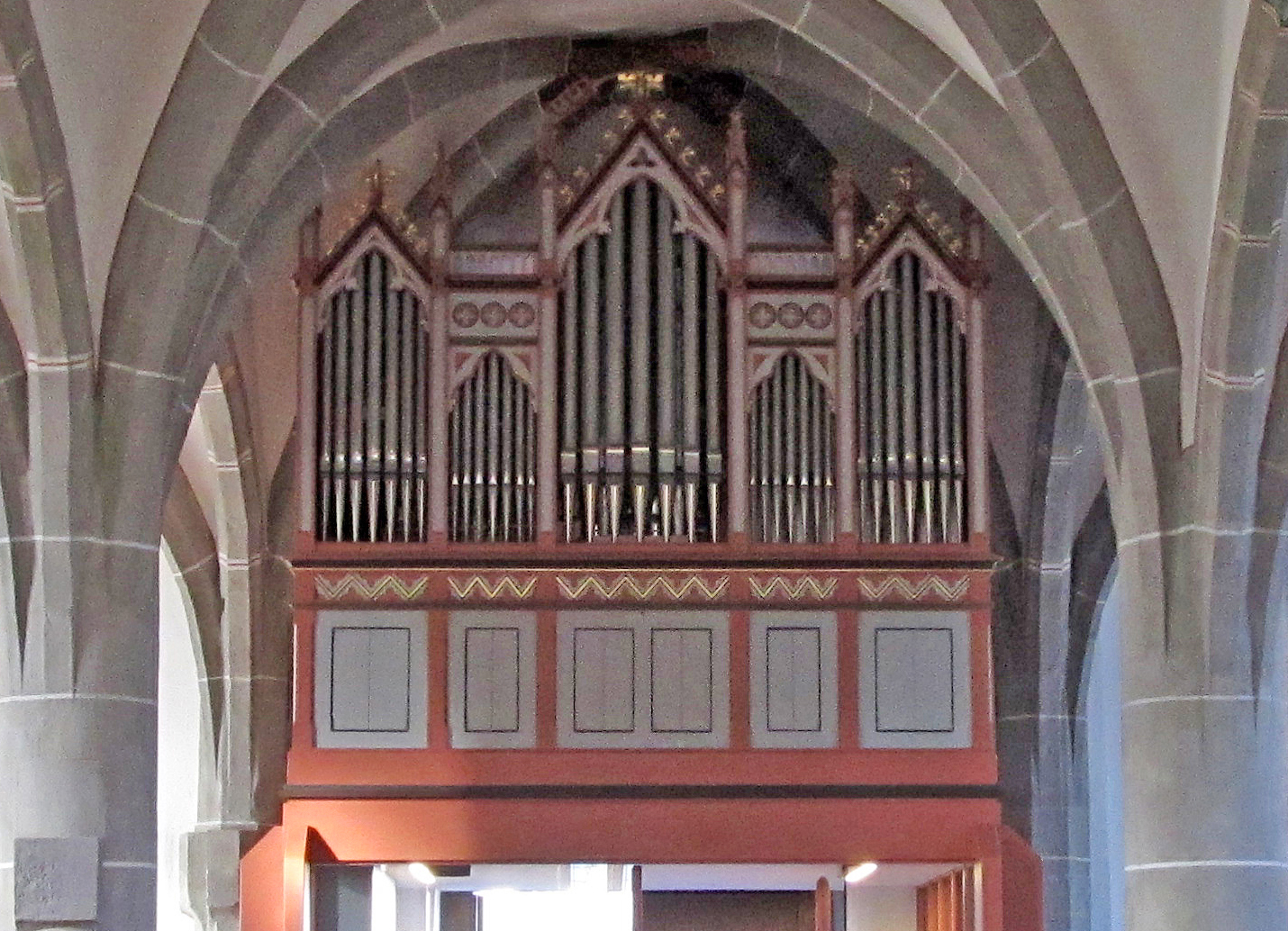
Orgelprospekt

Im Jahr 1902 erhielt die Kirche ihre erste Orgel, die von der Firma Stumm (Rhaunen) geliefert wurde. Das Instrument war auf einer Empore aufgestellt, die 1980 abgebrochen wurde. Im Zuge der Abbruchmaßnahme wurde die Stumm-Orgel demontiert. Als Ersatz wurde ein Instrument der Firma Hugo Mayer Orgelbau (Heusweiler) angeschafft. Das Gehäuse der Orgel befindet sich über dem Windfang des Hauptportals. Der Spieltisch steht ebenerdig seitlich davon und ist direkt an den Windfang angebaut. Das Instrument besitzt zwölf Register, verteilt auf zwei Manuale und Pedal, sowie eine mechanische Traktur und Schleifladen.
| I. Manual |               |    |
| 1.        | Prinzipal     | 8′ |
| 2.        | Bourdon       | 8′ |
| 3.        | Oktav         | 4′ |
| 4.        | Superoktav    | 2′ |
| 5.        | Mixtur III-IV |    |

| II. Manual |               |    |
| 6.         | Holzgedackt   | 8′ |
| 7.         | Vox coelestis | 8′ |
| 8.         | Rohrflöte     | 4′ |
| 9.         | Waldflöte     | 2′ |
| 10.        | Carillon III  |    |
|            | Tremulant     |    |

| Pedal |          |     |
| 11.   | Subbass  | 16′ |
| 12.   | Trompete | 8′  |

## Glocken
Die Bochumer Verein für Gußstahlfabrikation fertigte 1907 ein dreistimmiges Geläut. Bis heute hängt das Stahlgeläut in der Untermollsextrippe im Glockenturm der Martinskirche.
| Nr. | Ton | Gussjahr | Gießerei        |
| --- | --- | -------- | --------------- |
| 1   | d1  | 1907     | Bochumer Verein |
| 2   | f1  | 1907     | Bochumer Verein |
| 3   | as1 | 1907     | Bochumer Verein |